# Bursa Starnigielska w Krakowie
Bursa Starnigielska – zabytkowa kamienica znajdująca się w Krakowie, w dzielnicy I przy ulicy Gołębiej 16, na Starym Mieście, mieszcząca od XVII wieku do pierwszej połowy XIX wieku bursę dla studentów Uniwersytetu Krakowskiego.

## Historia
Kamienica została wzniesiona w XV wieku. W I połowie XVII wieku była własnością spadkobierców J. von Endena, starszego bractwa muzyków. W 1638 została zakupiona przez Uniwersytet Jagielloński za pieniądze z zapisu fundacyjnego lekarza Wawrzyńca Starnigiela z przeznaczeniem na bursę dla ubogich studentów. W tym czasie była dwupiętrowa, dwutraktowa i podpiwniczona. W 1724 została powiększona. W 1824 bursę zlikwidowano, a budynek sprzedano F. Boguckiemu, który przekształcił go w zajazd. W 1834 i 1837 kamienica była remontowana. Podczas wielkiego pożaru Krakowa w 1850 częściowo spłonęła, jednak szybko została odnowiona. W 1891 została przebudowana w stylu neobarokowym, a drewniane ganki tylnej elewacji zastąpiono balkonami. W 1965 kamienica przeszła remont generalny. W latach 1979–1986 została odnowiona, a następnie przekazana Uniwersytetowi Jagiellońskiemu, tworząc razem z sąsiednimi kamienicami: nr 14 i nr 18 zespół Kolegium Opolskiego.

## Architektura
Obecny wygląd kamienica zawdzięcza przebudowie z 1891. Ma ona trzy kondygnacje. Fasada w partii parteru jest sześcioosiowa, a w partii pięter siedmioosiowa. W trzeciej osi parteru znajduje się zachowany starszy portal, ujęty dwoma pilastrami w porządku korynckim.

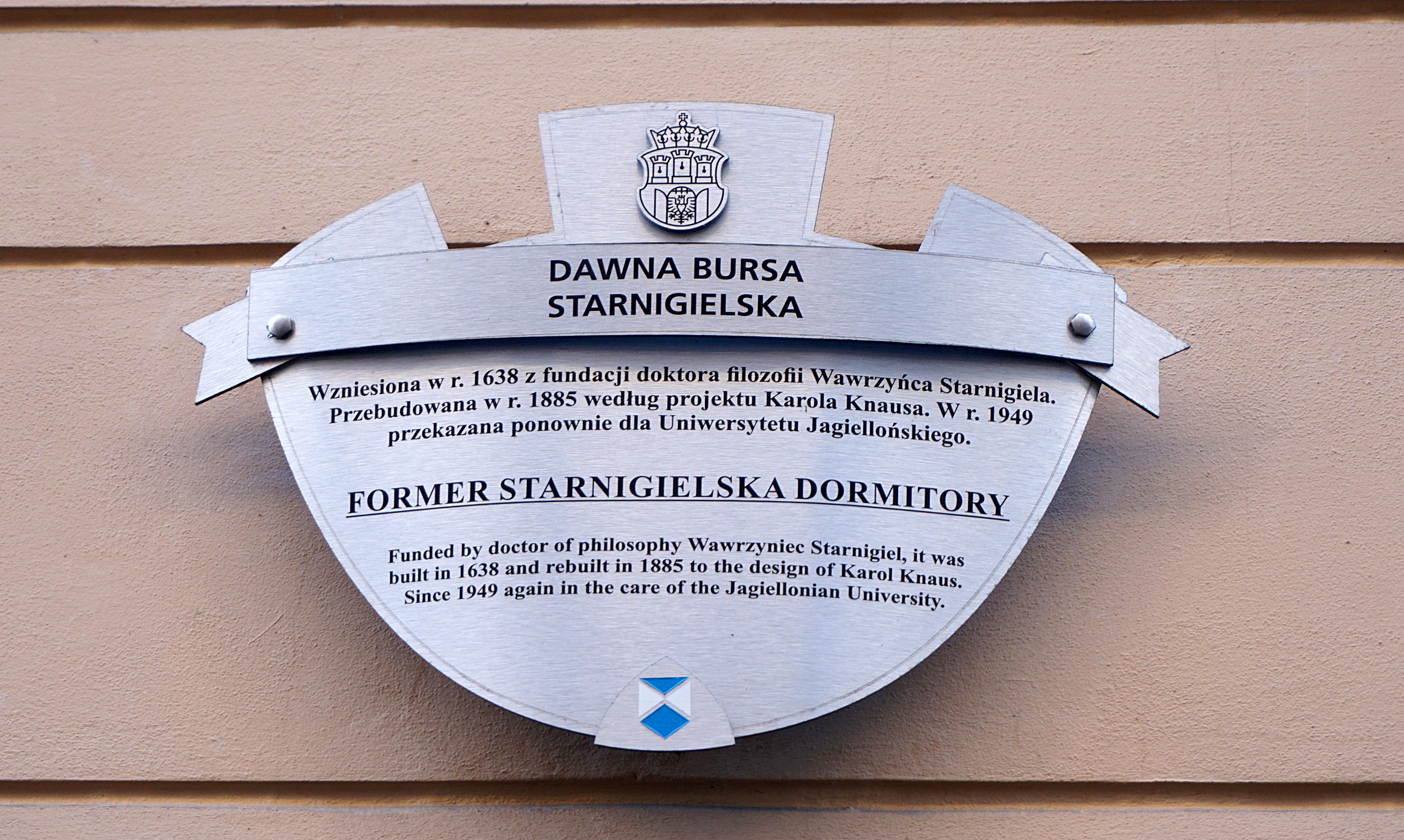
Tablica pamiątkowa